# Gruven
Gruven ist ein wüst gefallener Ort im Raum Schmallenberg im Hochsauerlandkreis (Nordrhein-Westfalen).
Der Ort lag vermutlich oberhalb von Latrop im Grubental, möglicherweise aber auch am Ausgang des Grubentales. Die Mark Ulepheri in den Wäldern bei Gruven wurde 1297 urkundlich erwähnt. Möglicherweise stammt ein Hermann von Gruwelsipe, der 1284 in einer Grafschafter Urkunde als Zeuge benannt wurde, aus Gruven. Die Siedlung, deren Existenz nicht mit letzter Sicherheit belegt ist, fiel spätestens im 14. Jahrhundert wüst.
Der Ort ist wie viele andere Orte im späten Mittelalter dem großen Wüstungsprozess zum Opfer gefallen. Es hat sich dabei wohl um einen schleichenden, langsamen Vorgang gehandelt. Dieser setzte um 1300 ein. Möglicherweise dauerte dieser Prozess noch bis in die Mitte des 15. Jahrhunderts.  Der Untergang dieser stadtnahen Siedlung ist vermutlich mit der Entwicklung des städtischen Mittelpunktes von Schmallenberg verbunden. Ein weiterer Grund waren Pestepidemien und das Bedürfnis der Bewohner, in der Stadt Schutz zu suchen.